# هرتی کرچنر
هرتی کرچنر (انگلیسی: Herti Kirchner; ۳ سپتامبر ۱۹۱۳ – ۱ مهٔ ۱۹۳۹) هنرپیشه اهل آلمان بود.
از فیلم‌ها یا برنامه‌های تلویزیونی که وی در آنها نقش داشته‌است می‌توان به چه کسی مادلین را بوسید؟ اشاره کرد.